# Club Jenna
Club Jenna Inc. – firma zajmująca się produkcją filmów pornograficznych utworzona w Scottsdale w Arizonie. Została założona w 2000 roku przez Jennę Jameson i Jaya Grdinę, występującego jako Justin Sterling. Studio posiadało kontrakty z takimi aktorkami jak: Jenna Jameson, Ashton Moore, McKenzie Lee, Jesse Capelli, Sophia Rossi, Chanel St. James, Brea Bennett, Roxy Jezel i Krystal Steal.
W 2006 roku studio nabył koncern Playboy Enterprises Inc.